# Ferrari F2002
La Ferrari F2002 è un'automobile monoposto sportiva di Formula 1, la quarantottesima utilizzata dalla Scuderia Ferrari, che ha partecipato al Campionato mondiale di Formula 1 2002 e alle prime gare del Campionato mondiale di Formula 1 2003.

## Presentazione
È stata presentata il 6 febbraio 2002 a Maranello. Ha vinto il titolo piloti e costruttori di F1 ed ha ottenuto la 150ª vittoria, in Canada, con Schumacher.

### Livrea e sponsor
La vettura presenta la classica colorazione rossa con inserti bianchi, dovuti al title sponsor Marlboro e al nuovo partner Vodafone, che occupa gli spazi lasciati liberi da tic tac, FedEx e TIM.

## Sviluppo
La F2002 si configura come una vettura decisamente diversa dalle precedenti monoposto realizzate dalla scuderia di Maranello: se la F2001 rappresentava l'estrema evoluzione delle soluzioni adottate dai tre modelli precedenti (Ferrari F300, Ferrari F399 e Ferrari F1-2000) la nuova monoposto, pur mantenendo una linea non dissimile dalla progenitrice, è foriera di numerose modifiche e migliorie.

### Aerodinamica

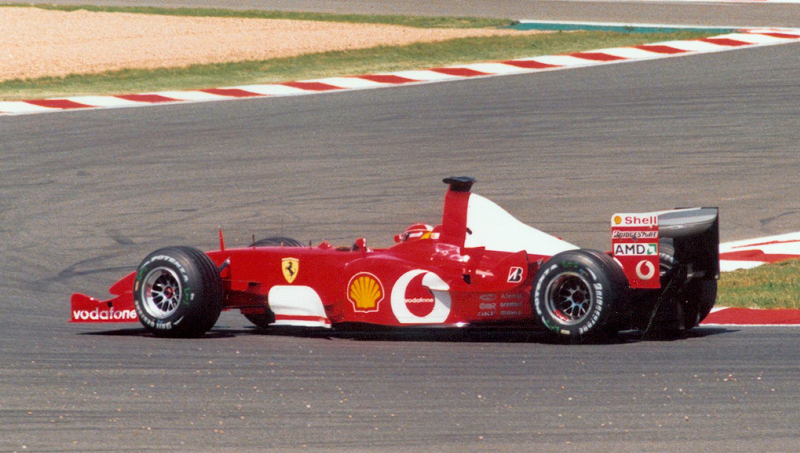
Vista laterale della F2002 di Schumacher al GP di Francia 2002

La F2002 presenta vistose novità soprattutto al retrotreno: alla base di tali modifiche si individua la necessità di ridurre gli ingombri della trasmissione ottimizzando al tempo stesso, ai fini di ottenere un'aerodinamica posteriore ancora più sofisticata, lo schema delle sospensioni. Le fiancate, rispetto alla F2001, risultano più lunghe in quanto l'abitacolo, per poter avere un serbatoio della benzina più grande, è stato spostato in avanti. Le pance risultano pertanto più voluminose nella parte iniziale e più basse e strette nella zona posteriore. I tecnici della Ferrari hanno poi unito lo sfogo dell'aria calda allo sfiato degli scarichi, che ora indirizzano l'aria calda uscente dagli scarichi in orizzontale e non più verso l'alto. A protezione delle sospensioni posteriori vi sono poi delle piccole paratie orizzontali. I deviatori di flusso, posti davanti alle prese d'aria delle fiancate, risultano molto più grandi rispetto a quelli della F2001 e presentano una forte svergolatura. Il muso della F2002 è stato ulteriormente alzato, in quanto il flusso aerodinamico è stato ottimizzato grazie all'effetto estrattore dei gas di scarico, ma non presenta differenze sostanziali rispetto a quello della vettura precedente.

### Telaio e sospensioni
La sospensione posteriore è stata modificata in modo da renderla più compatta: i bracci superiori ed inferiori, per non ostacolare il flusso d'aria in uscita dal fondo, sono stati distanziati di pochi centimetri mentre i punti di ancoraggio alla scocca sono stati ravvicinati determinando, in combinazione con l'aderenza consentita dagli pneumatici e dai carichi aerodinamici, un aumento della capacità di sforzo dell'intero sistema sospensivo. A protezione delle sospensioni posteriori vi sono poi delle piccole paratie orizzontali.

### Motore
Per ciò che concerne il motore, la zona degli scarichi è stata angolata di 90° potendo così integrarla con gli sfoghi dell'aria sfruttando così un effetto estrattore dovuto alla depressione determinata dalla velocità e temperatura dei gas di scarico e consentendo di presentare fiancate totalmente lisce: tali modifiche hanno avuto la conseguenza di ottenere più deportanza a parità di incidenza.

## Scheda tecnica
- Carreggiata anteriore: 1,470 m
- Carreggiata posteriore: 1,405 m
- Telaio: materiali compositi, a nido d'ape con fibre di carbonio
- Trazione: posteriore
- Frizione: multidisco
- Cambio: longitudinale Ferrari, 7 marce e retromarcia (comando semiautomatico sequenziale a controllo elettronico)
- Differenziale: autobloccante
- Freni: a disco autoventilanti in carbonio
- Motore: tipo 051
  - Num. cilindri e disposizione: 10 a V
  - Cilindrata: 2 997 cm³
  - Distribuzione: pneumatica
  - Valvole: 40
  - Potenza: 850 CV a 18500 rpm
  - Materiale blocco cilindri: alluminio microfuso
  - Alimentazione: iniezione elettronica digitale Magneti Marelli
  - Accensione: elettronica Magneti Marelli statica
- Sospensioni: indipendenti con puntone e molla di torsione anteriore e posteriore
- Pneumatici: Bridgestone
- Cerchi: 13"

## Carriera agonistica
La prima gara disputata è il Gran Premio del Brasile il 31 marzo del 2002. Ha ottenuto 14 vittorie su 15 gare affrontate (realizzando anche 9 doppiette) nel campionato mondiale 2002 di Formula 1 ed è giunta al secondo posto con Michael Schumacher nella gara di Monaco, l'unica in cui non è riuscita a trionfare. Ha totalizzato 207 punti nel campionato costruttori, 130 (su 144 totali) realizzati da Michael Schumacher, campione del mondo 2002, e 77 da Rubens Barrichello. Nel campionato mondiale 2003 di Formula 1 la vettura ha gareggiato per i primi quattro gran premi conquistando tre pole position, una vittoria e un totale di 3 podi e 32 punti.

## Risultati completi
| Anno | Team                      | Motore              | Gomme | Piloti       |  |  |   |   |    |   |   |   |   |   |    |   |   |   |   |   |   | Punti | Pos. |
| ---- | ------------------------- | ------------------- | ----- | ------------ |  |  | - | - | -- | - | - | - | - | - | -- | - | - | - | - | - | - | ----- | ---- |
| 2002 | Scuderia Ferrari Marlboro | Ferrari 051 3.0 V10 | B     | M.Schumacher |  |  | 1 | 1 | 1  | 1 | 2 | 1 | 2 | 1 | 1  | 1 | 2 | 1 | 2 | 2 | 1 | 221   | 1º   |
| 2002 | Scuderia Ferrari Marlboro | Ferrari 051 3.0 V10 | B     | Barrichello  |  |  |   | 2 | NP | 2 | 7 | 3 | 1 | 2 | NP | 4 | 1 | 2 | 1 | 1 | 2 | 221   | 1º   |

| Anno | Team                      | Motore               | Gomme | Piloti       |     |   |     |   |  |  |  |  |  |  |  |  |  |  |  |  | Punti | Pos. |
| ---- | ------------------------- | -------------------- | ----- | ------------ | --- | - | --- | - |  |  |  |  |  |  |  |  |  |  |  |  | ----- | ---- |
| 2003 | Scuderia Ferrari Marlboro | Ferrari 051B 3.0 V10 | B     | M.Schumacher | 4   | 6 | Rit | 1 |  |  |  |  |  |  |  |  |  |  |  |  | 158   | 1º   |
| 2003 | Scuderia Ferrari Marlboro | Ferrari 051B 3.0 V10 | B     | Barrichello  | Rit | 2 | Rit | 3 |  |  |  |  |  |  |  |  |  |  |  |  | 158   | 1º   |

| Legenda | 1º posto     | 2º posto | 3º posto    | A punti         | Senza punti/Non class.  | Grassetto – Pole position Corsivo – Giro più veloce |
| Legenda | Squalificato | Ritirato | Non partito | Non qualificato | Solo prove/Terzo pilota | Grassetto – Pole position Corsivo – Giro più veloce |